# Джапаридзе, Ана
Ана Джапаридзе (груз. ანა ჯაფარიძე; род. 25 мая 2005) — грузинская паратхэквондистка. Бронзовая призёрка летних Паралимпийских игр 2024.

## Биография
Ана Джапаридзе завоевала бронзовые медали на чемпионатах Европы в 2022 году в Манчестере (категория до 47 кг) и 2023 году в Роттердаме (до 52 кг). На чемпионате Европы 2024 года в Белграде заняла пятое место.
29 августа 2024 года на летних Паралимпийских играх 2024 в Париже Ана Джапаридзе соревновалась в весовой категории до 52 кг. Она победила в 1/8 финала американку Ариану Агилу Рамос, затем в четвертьфинале победила серебряную призёрку Паралимпиады-2020, турецкую спортсменку Мерьем Бетул Чавдар. В полуфинале проиграла 15-летней иранке Захре Рахими. В матче за «бронзу» Джапаридзе победила египетскую тхэквондистку Сальму Моним Хассан и принесла Грузии первую медаль на Паралимпиаде-2024.